# Urban Search and Rescue
Urban Search and Rescue (USAR oder US&R, englisch Suchen und Retten in Städten) ist die Bezeichnung für Rettungseinsätze im städtischen Umfeld, die insbesondere darauf abzielen, verschüttete Personen in eingestürzten Bauwerken zu lokalisieren, zu befreien und medizinisch erstzuversorgen. Die charakteristischen Schadensfälle erfordern eine spezielle Ausbildung und Ausrüstung. Dabei kommt der Lokalisierung durch Rettungshunde und technische Ortungssysteme ebenso hohe Bedeutung zu wie der qualifizierten Durchführung der Rettungsarbeiten sowie dem Versorgen und Betreuen von Opfern von Verschüttungen, welche meist bei Erdbeben oder Explosionen hervorgerufen wurden.

## Standards

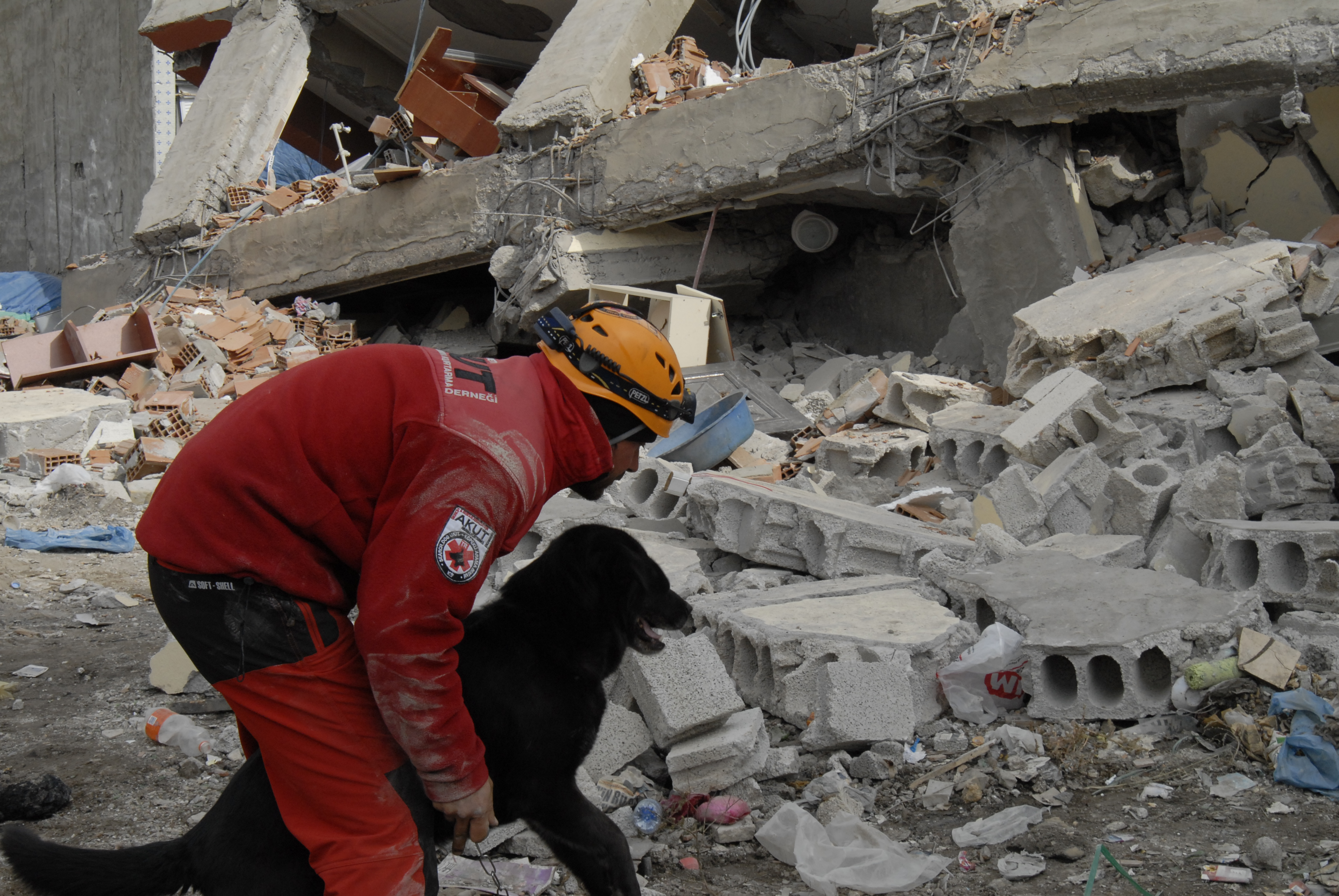
Einsatz eines Rettungshundes

Teilweise sind diese Einheiten nach der Zertifizierung Mitglieder in der International Search and Rescue Advisory Group (INSARAG), einer Organisation der Vereinten Nationen. Diese  koordiniert die internationale Zusammenarbeit und legt die Standards über die Größe der Teams und die Arbeitsweisen fest. Alle USAR-Teams, unabhängig ihrer Klassifizierung und operativen Beteiligung, sollten aus den Komponenten 'Management', 'Logistik', 'Search', 'Rescue' und 'Medical' bestehen. Das INSARAG-USAR-Team-Klassifizierungssystem weist drei Stufen der Klassifizierung auf: Light, Medium und Heavy USAR Teams.

### Light USAR Teams
Light USAR Teams haben die operative Fähigkeit, sofort nach Eintreten der Katastrophe in zerstörten Strukturen einfache technische Search-And-Rescue-Arbeiten durchzuführen. Light USAR Teams müssen in der Lage sein, den USAR-Einsatz bis zur Stufe ASR 3 (Assessment, Search And Rescue Level – Primary Search & Rescue) durchzuführen und es wird erwartet, dass sie in der Lage sind, an einer Einsatzstelle für einen Arbeitszeitraum von 12 Stunden pro Tag für fünf Tage autark zu arbeiten. Internationale Light USAR Teams reisen in ein betroffenes Land innerhalb von 24 Stunden, nachdem dies im virtuellen On-Site Operations Coordination Centre (OSOCC) verlautbart wurde. Sie sind für die schnelle Erstversorgung zuständig und damit die Vorhut für Medium und Heavy Teams.

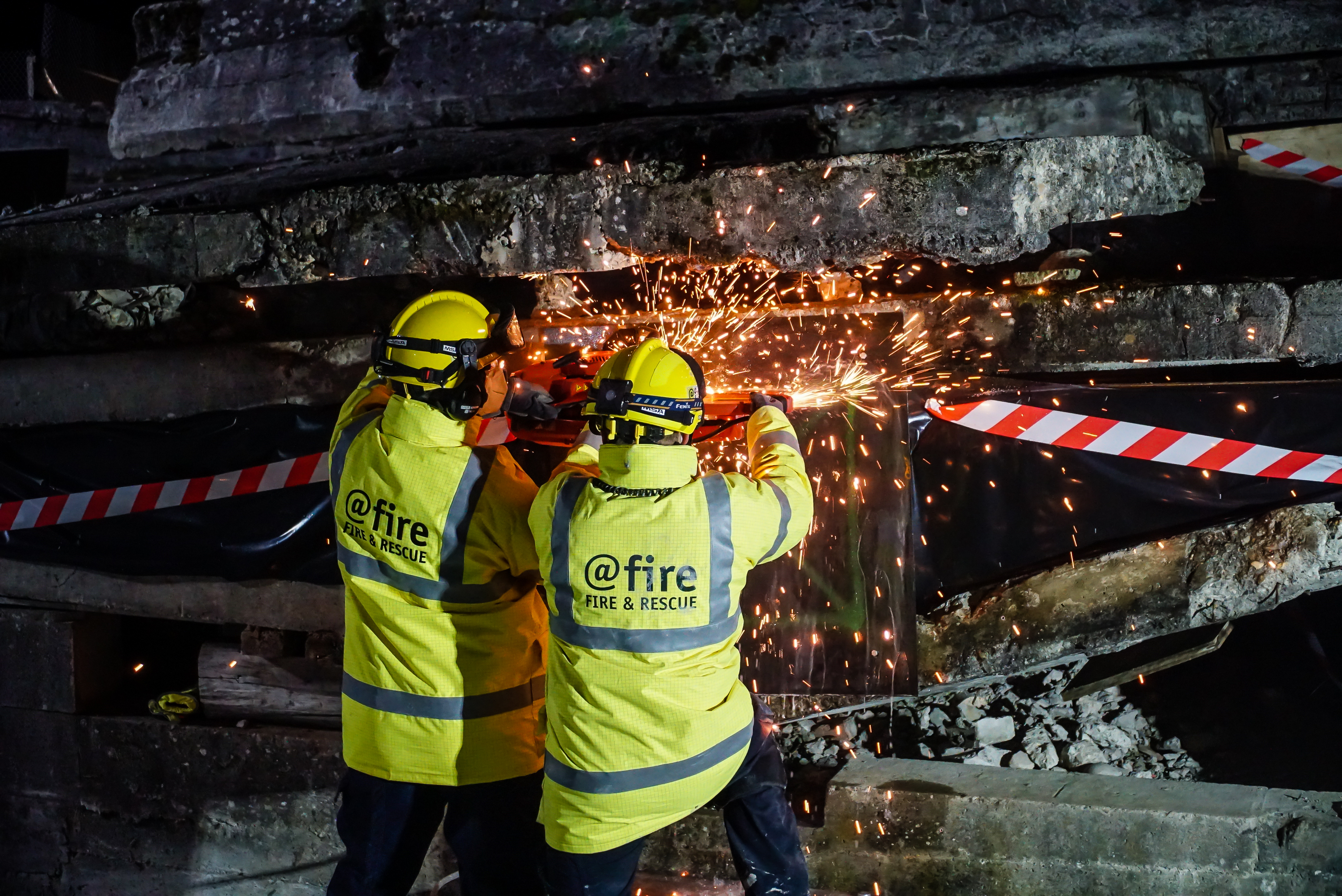
Schaffen einer Zugangsöffnung

### Medium USAR Teams
Medium USAR Teams haben die operative Fähigkeit in zerstörten Strukturen technische Search-And-Rescue-Arbeiten durchzuführen. Medium USAR Teams sind fähig, einfachen, nicht mit Stahl verstärkten Beton zu brechen und zu schneiden. Internationale Medium USAR Teams reisen in ein betroffenes Land innerhalb von 32 Stunden, nachdem dies im virtuellen OSOCC verlautbart wurde.

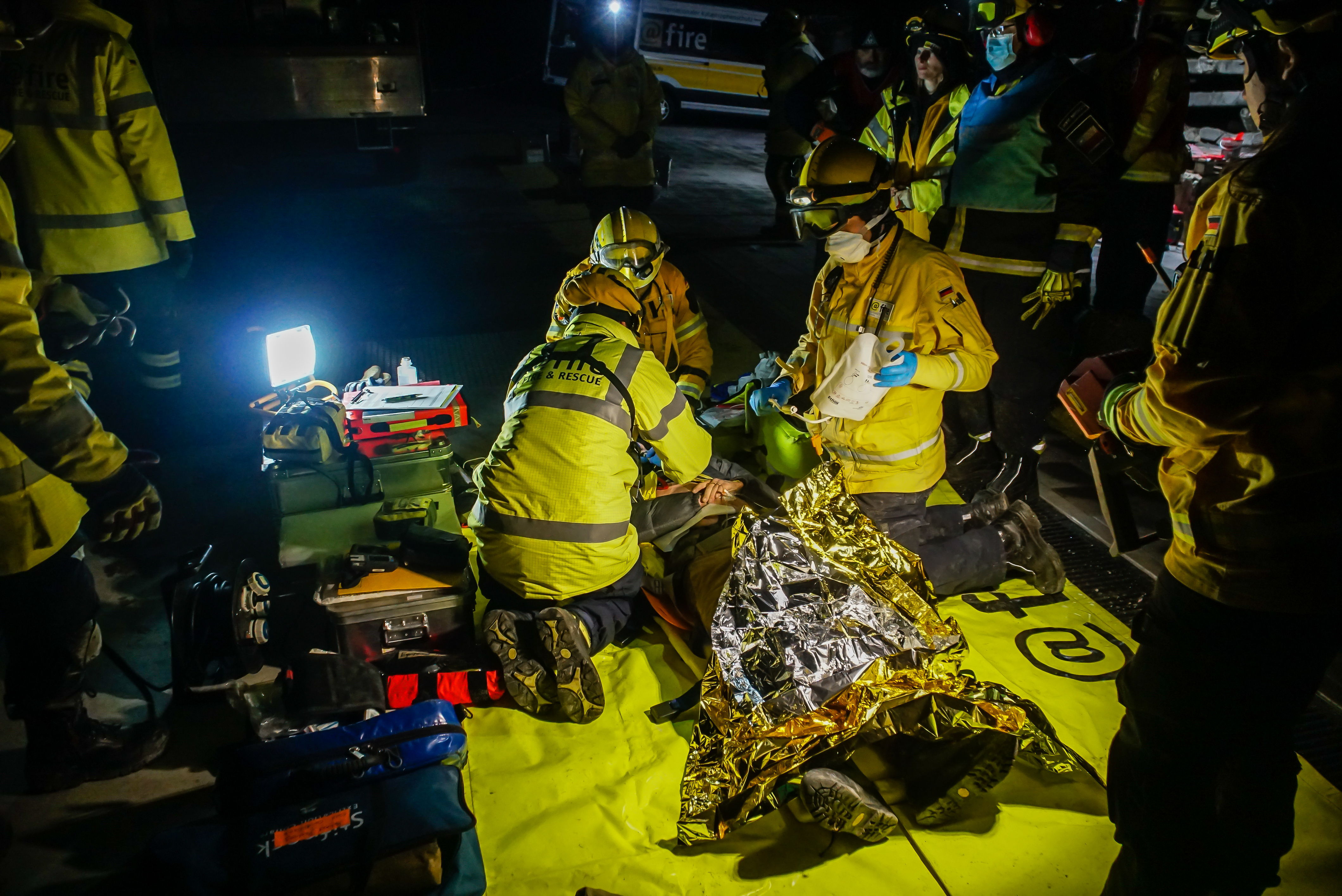
Versorgung einer geretteten Person

### Heavy USAR Teams
Heavy USAR Teams haben die operative Fähigkeit in zerstörten Strukturen, die auch mit Stahl und Stahlbeton verstärkt sind, schwierige technische search and rescue Arbeiten durchzuführen. Heavy Teams sind auf den internationalen Einsatz nach Katastrophen, bei denen sehr viele zerstörte Strukturen zu finden sind, ausgerichtet und kommen zum Einsatz, wenn die nationalen Ressourcen nicht ausreichen oder erschöpft sind. Internationale Heavy USAR Teams reisen innerhalb von 48 Stunden nachdem dies in der virtuellen OSOCC verlautbart wurde in ein betroffenes Land.

## USAR-Einheiten im deutschsprachigen Raum
In Deutschland, Österreich und der Schweiz gibt es mehrere USAR-Teams, die im Ausland operieren können. In Deutschland die SEEBA (Schnelleinsatzeinheit für Bergung im Ausland der Bundesanstalt Technisches Hilfswerk), die I.S.A.R. Germany (International Search and Rescue) und @fire Internationaler Katastrophenschutz Deutschland e. V. In Österreich die SARUV (Search and Rescue Unit Vorarlberg), die AFDRU und das SA-RRT MUSAR Modul des Arbeiter-Samariter-Bund Österreichs und in der Schweiz die Rettungskette Schweiz.
In Deutschland wurde am 2. September 2007 die SEEBA des THW in den Klassen „Medium USAR“ und „Heavy USAR“ bei einer Klassifizierungsübung (IEC) entsprechend den Vorgaben der INSARAG zertifiziert. Am 4. Oktober 2007 wurde I.S.A.R. Germany als „Medium USAR“ zertifiziert. @fire durchlief vom 22. November 2021 bis zum 24. November 2021 als erstes internationales USAR-Team der Welt die Klassifizierungsübung (IEC) in der Klasse „Light USAR“. Die Klassifizierung war ursprünglich für das Jahr 2020 angesetzt. Aufgrund der COVID-19-Pandemie wurde die Klassifizierungsübung auf den November 2021 verschoben.